# Neohaematopinus setosus
Neohaematopinus setosus är en insektsart som beskrevs av Chin 1985. Neohaematopinus setosus ingår i släktet Neohaematopinus och familjen ledlöss. Inga underarter finns listade i Catalogue of Life.